# 埴谷雄高

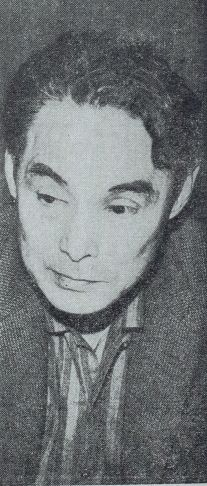

埴谷雄高（はにや ゆたか、1909年12月19日—1997年2月19日）是日本政治・思想評論家、小說家。本名般若豐（はんにゃ ゆたか）。

## 經歷
- 1909年（明治42年）12月19日（戶籍上是1910年（明治43年）1月1日），生於台灣新竹[1]。本籍福島縣相馬郡小高町（現・南相馬市 ）[1]。般若家代代仕於奧州相馬氏，作為磐城國相馬中村藩士（劍道指南）直到明治維新[1]。雄高之父三郎作為稅務官吏前往台灣，之後在台灣製糖株式會社服務[1]。因為父親轉職，在屏東度過幼少期[1]。
- 1923年（大正12年），搬家至東京。
- 1927年（昭和2年）3月，舊制目白中學校畢業。
- 1928年（昭和3年），日本大學預科入學。
- 1930年（昭和5年），日本大學退學。
- 1931年（昭和6年），日本共產黨入黨。5月，逃過逮捕轉入地下生活。
- 1932年（昭和7年）3月，被逮捕。5月，以不敬罪及違反治安維持法被起訴，作為未決囚，移管豐多摩監獄拘置區。在獨居房閱讀康德的『純粹理性批判』，受到終生影響。
- 1933年（昭和8年）11月，被判決徒刑2年・緩刑4年出獄。
- 1939年（昭和14年），前往台北等地，停留數月。
- 1941年（昭和16年）12月9日至年末，被特別高等警察以預防拘禁法拘留在豐多摩監獄的預防拘禁所。
- 1946年（昭和21年），和小田切秀雄等人創刊雜誌『近代文學』。畢生的大作『死靈』連載開始。
- 1968年（昭和43年），歐洲旅行3個月。
- 1970年（昭和45年），獲得第6回谷崎潤一郎賞。
- 1975年（昭和50年），『死靈』第五章發表。
- 1976年（昭和51年），『死靈』全五章獲得日本文學大賞。
- 1981年（昭和56年），『死靈』第六章發表。
- 1984年（昭和59年），『死靈』第七章發表。
- 1986年（昭和61年），『死靈』第八章發表。
- 1990年（平成2年），獲得藤村記念歷程賞。
- 1995年（平成7年），『死靈』第九章發表。
- 1997年（平成9年）2月19日，在吉祥寺的自宅逝去。
- 1998年（平成10年），『埴谷雄高全集』刊行開始。

## 著書
- 台灣遊記―草山 1940
- 死靈 第1　真善美社 1948
- 虛空［小說・戯曲］ 現代思潮社 1960
- 歐州紀行 中公新書 1972
- 死靈　定本（1-5章）　 講談社 1976
- 死靈 六章　講談社 1981
- 死靈 七章　講談社 1984
- 死靈 八章　講談社 1986
- 死靈 九章　講談社 1995

等

## 関連人物
- 大岡昇平
- 竹内好
- 武田泰淳
- 丸山眞男
- 大江健三郎
- 立花隆

## 脚注
1. 1 2 3 4 5  『埴谷雄高全集・別巻』「年譜」13-18p.（講談社、2001年）

## 外部連結
- 埴谷島尾記念文学資料館 （页面存档备份，存于）